# Ponte della Paglia
Ponte della Paglia (hrv. Most od slame) je most koji premošćuje Kanal Rio di Palazzo na granici sestiera San Marco i Castello u Veneciji, Italija. Most se nalazi malo dalje od Duždeve palače i povezuje Piazzettu s Rivom degli Schiavoni.
Ponte della Paglia rado posjećuju turisti koji s mosta imaju izvrstan pogled na Ponte dei Sospiri i cijeli Zaljev sv. Marka, s otokom San Giorgio Maggiore i bazilikom Santa Maria della Salute.

## Povijest
Ponte della Paglia bio je jedan od prvih venecijanskih mostova izgrađen od kamena još 1360.
Ime mosta "della Paglia (od slame)" ima porijeklo u zakonskim zabranama da se tu sidre brodovi natovareni slamom i prodaju je, koje je Mletačka Republika donijela još 1285. (Palea non vendatur ad Pontem Paleæ) i kasnije potvrdila 1308.

Pored mosta izlagali bi se leševi utopljenika, zbog njihove identifikacije.
Svoj današnji izgled most je dobio 1854. kad je temeljno obnovljen i proširen na teret grada.

## Vanjske poveznice
- Ponte della Paglia (Ponti di Venezia) (tal.)
- Ponte della Paglia na portalu Italiadiscovery.com[neaktivna poveznica] (tal.)